# Березовский, Илья Николаевич
Илья Николаевич Березовский (1891—1961) — советский военачальник, участник Первой мировой, Гражданской, советско-польской и Великой Отечественной войн, дважды Краснознамёнец (оба в 1921). Генерал-майор (1940).

## Биография
Илья Березовский родился 17 июня 1891 года в Сумах. В 1914 году он был призван на службу в Русскую императорскую армию. Участвовал в боях Первой мировой войны, дослужился до звания подпоручика. После Октябрьской революции проживал в Петрограде, работал на электростанции. В феврале 1919 года Березовский пошёл на службу в Рабоче-крестьянскую Красную Армию. Участвовал в боях Гражданской войны на Восточном и Западном фронтах.
Особо отличился во время боёв с польскими войсками на территории Белоруссии в ходе советско-польской войны, будучи командиром 297-го Минского стрелкового полка. Приказом Революционного Военного Совета Республики № 41 в 1921 году командир полка Илья Березовский был награждён первым орденом Красного Знамени РСФСР.
Приказом Революционного Военного Совета Республики № 353 в 1921 году командир полка Илья Березовский вторично был награждён орденом Красного Знамени РСФСР.
Также Березовский вместе со своим полком принимал участие в разгроме антисоветских формирований на территории Гомельской области Белорусской ССР. В 1920-е годы служил на командных должностях. С мая 1932 года по декабрь 1934 года он командовал 3-й Туркестанской горнострелковой дивизией. В 1936 году Березовский был направлен на преподавательскую работу, был начальником курсов усовершенствования командного состава противовоздушной обороны РККА. С 1939 года он занимал должность помощника командующего Киевским особым военным округом. В 1940—1941 годах Березовский вновь находился на преподавательской работе в Военной академии имени М. В. Фрунзе.
С августа 1941 года — на фронтах Великой Отечественной войны. Был заместителем командующих Центрального и Брянского фронтов по противовоздушной обороне, командовал Гомельским гарнизоном и городской противовоздушной обороной. В 1942 году Березовский вернулся к преподавательской работе, был начальником зенитно-пулемётного училища, затем был старшим преподавателем в Военной академии имени М. В. Фрунзе. В 1946 году в звании генерал-майора он был уволен в запас. Умер 19 августа 1961 года.

## Воинские звания
- Подпоручик
- Комбриг (17.02.1936);
- Комдив (20.02.1939);
- Генерал-майор (4.06.1940)

## Награды
- Орден Ленина (21.02.1945)
- четыре ордена Красного Знамени (5.02.1921, 31.12.1921, 3.11.1944, ...)
- медали[1].

## Память
В честь Березовского названа улица в посёлке Костюковка Гомельской области Белоруссии.